# Zentrygon goldmani
La paloma perdiz de Goldman (Zentrygon goldmani), también conocida como paloma perdiz cabecicanela, paloma perdiz cabecicastaña o paloma perdiz de frente dorada, es una especie de ave columbiforme de la familia Columbidae nativa de Colombia y Panamá.

## Descripción
Mide en promedio 28 cm de longitud. Presenta corona y nuca color castaño rufo; la frente y las mejillas son de color canela a ante, con un delgado bigote negro y con los lados del cuello y la garganta blancos; el plumaje de las partes superiores es de color marrón, barnizado de púrpura en la espalda; el pecho es gris y el vientre anteado. El iris es anaranjado.

## Distribución y hábitat
Se encuentra en los bosques húmedos tropicales de la región del Darién al oriente de Panamá y noroccidente de Colombia, entre los 90 y 1.600 m de altitud.